# 反弹琵琶
《反弹琵琶》是敦煌莫高窟第112窟南壁《观无量寿经变》壁画之局部，作者不详，完成于唐朝中期。反弹琵琶曾多出现在中国大陆教科书和艺术作品中，并衍生出多种版本，同时也是敦煌市的著名地标。

## 图库

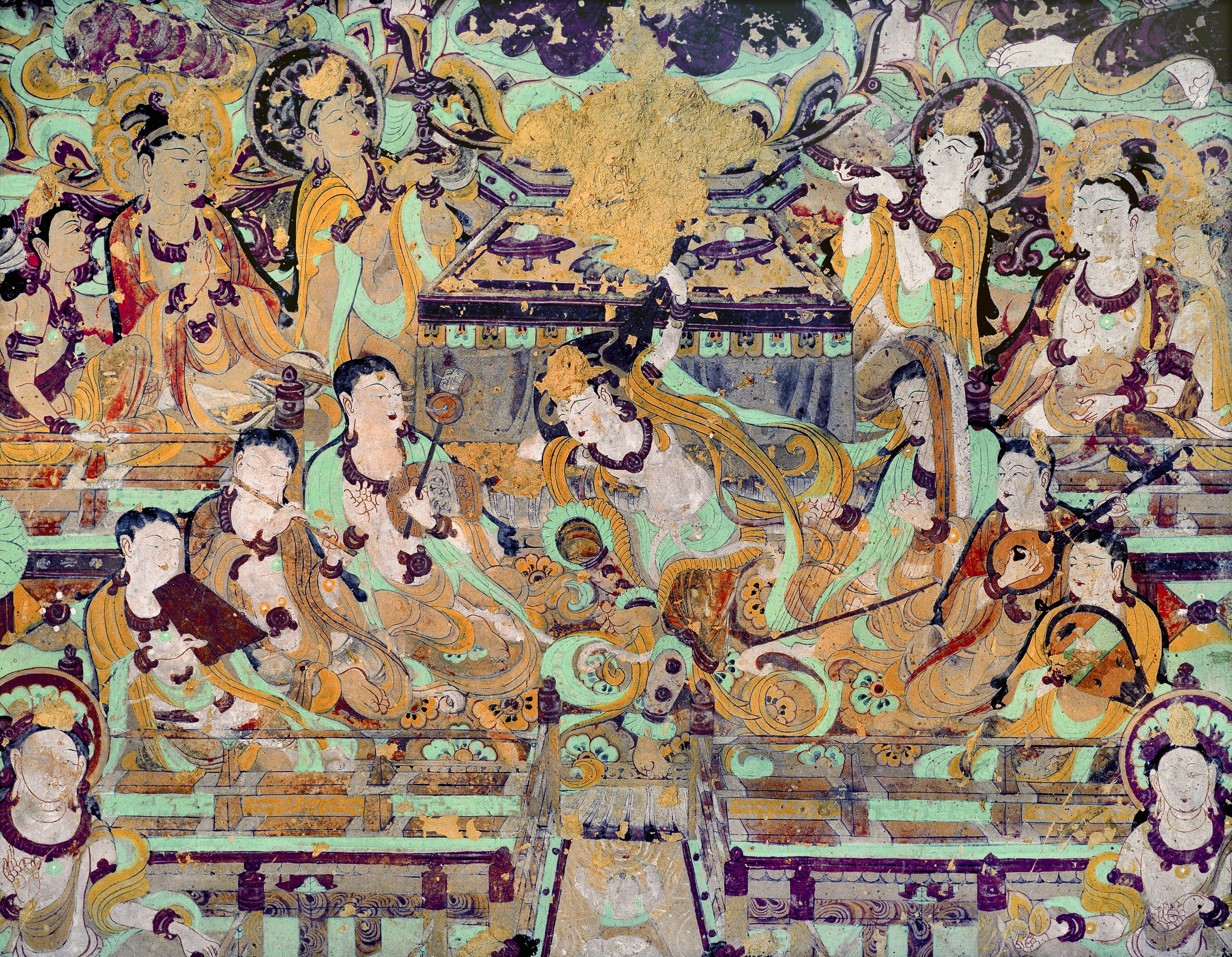
舞乐图全图
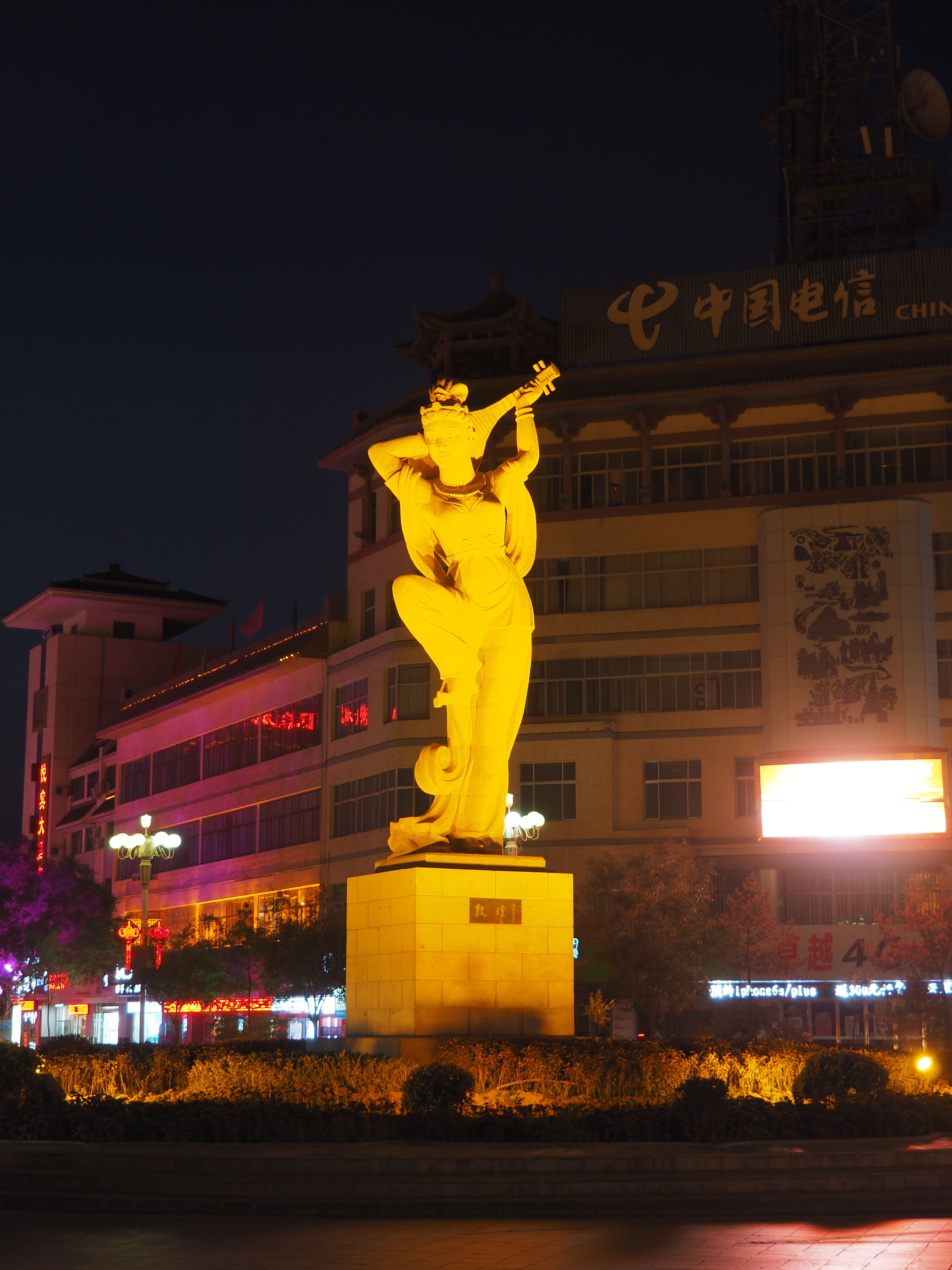
敦煌城市雕塑

## 衍生作品
- 《丝路花雨》